# Gisela Zahlhaas
Gisela Zahlhaas (* 18. Januar 1945 in Altötting) ist eine deutsche Klassische Archäologin.
Gisela Zahlhaas studierte ab 1964 an der Universität München Klassische Archäologie, Kunstgeschichte und Vor- und Frühgeschichte, unterbrochen von einem Semester an der Universität Freiburg 1966. 1971 wurde sie in München bei Erwin Bielefeld mit einer Dissertation zu antiken Metalleimern promoviert.
Zahlhaas war bis zu ihrem Ruhestand als Kustodin an der Archäologischen Staatssammlung in München für die Abteilungen Mittelmeerraum und Orient zuständig und organisierte zahlreiche Ausstellungen. Seit 1987 ist sie korrespondierendes Mitglied des Deutschen Archäologischen Instituts.

## Veröffentlichungen (Auswahl)
- Großgriechische und römische Metalleimer. Bamberg 1971 (= Dissertation).
- Römische Reliefspiegel. Lassleben 1975.
- Funde der Bronzezeit auf Zypern. München 1977.
- mit Günther Krahe: Das Römerbad in Schwangau. Lassleben, Kallmünz 1981.
- mit Hans-Jörg Kellner: Der römische Schatzfund von Weißenburg. München 1983.
- Fingerringe und Gemmen. Sammlung Dr. E. Pressmar. München 1984.
- Keramiken des Vorderen Orients im Internationalen Keramik-Museum Weiden. München 1990.
- mit Hans-Jörg Kellner: Der römische Tempelschatz von Weißenburg i. Bay. . Zabern, Mainz 1993, ISBN 3-8053-1513-9.
- Orient und Okzident. Kulturelle Wurzeln Alteuropas 7000 bis 15 v. Chr. München 1995.
- Aus Noahs Arche. Tierbilder der Sammlung Mildenberg aus fünf Jahrtausenden. München 1996.
- Luristan. Antike Bronzen aus dem Iran. München 2002.

## Belege
1. ↑  DAI - Mitglieder. Abgerufen am 21. Juni 2025.

| Personendaten    | Personendaten                   |
| ---------------- | ------------------------------- |
| NAME             | Zahlhaas, Gisela                |
| KURZBESCHREIBUNG | deutsche Klassische Archäologin |
| GEBURTSDATUM     | 18. Januar 1945                 |
| GEBURTSORT       | Altötting                       |